# 潮音寺 (田原市)
潮音寺（ちょうおんじ）は、愛知県田原市福江町にある曹洞宗の寺院。東海七福神のひとつ、毘沙門天が祀られている。

## 歴史
1387年（嘉慶元年）に月江正公和尚がこの地に庵をむすんだのがはじまりと言われている。1674年（延宝3年）常光寺の東石和尚によって、潮音寺と改称され今日に至る。

## 境内

### 杜国の墓と句碑

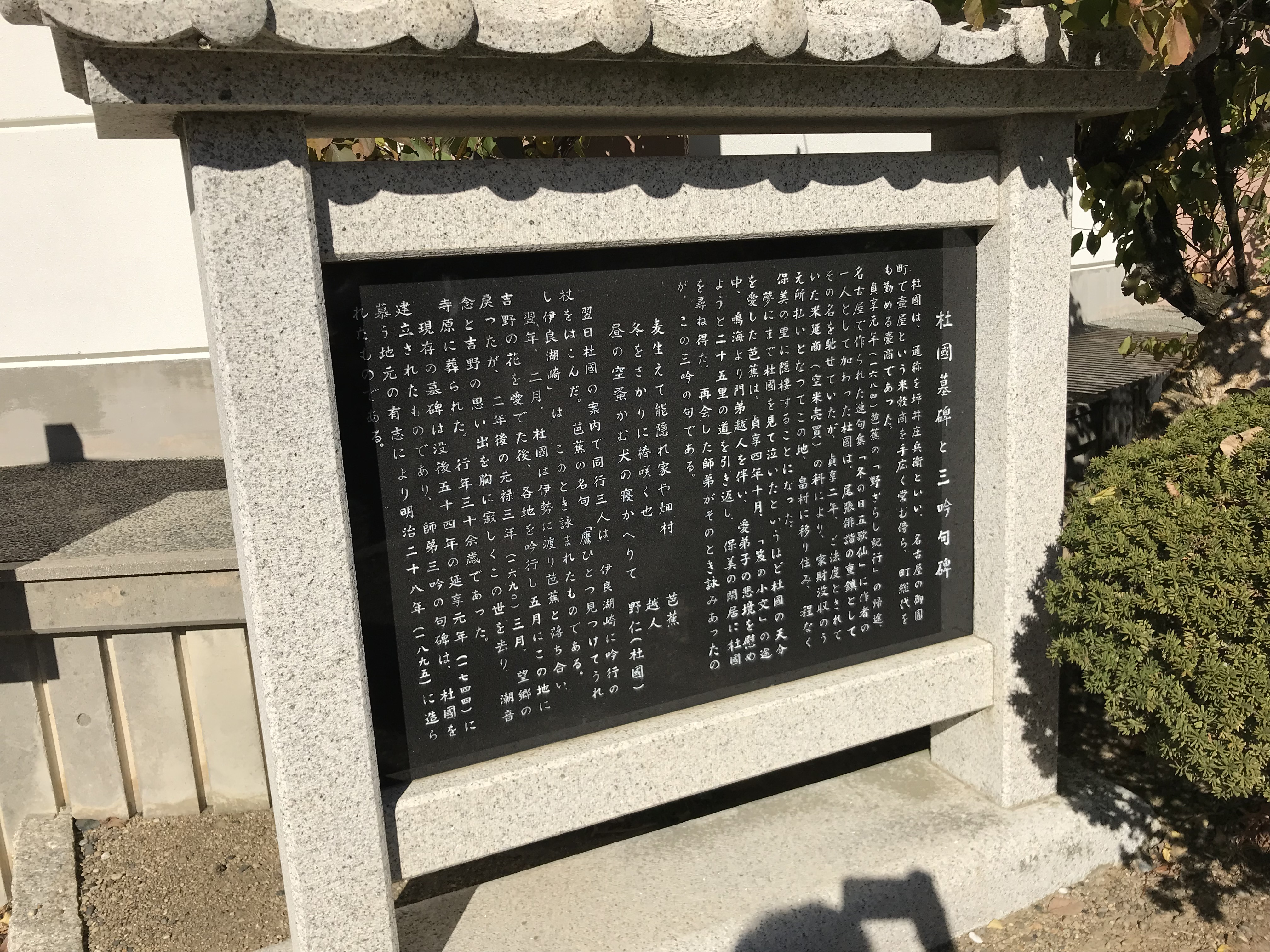

潮音寺境内には松尾芭蕉の門弟である坪井杜国の墓がある。元々潮音原という場所にあったが、1948年（昭和23年）に潮音寺の今の場所に移された。その時一緒に移されたものに、芭蕉と同行人の越人と杜国の、三人の詠んだ句を刻んだ句碑がある。句碑には三句が刻まれており、右から芭蕉、越人、杜国の句である。

### その他
他にも、境内には種田山頭火や山口誓子、白蓮の句碑を含む、いくつかの碑が建っている。

## 別院
円通閣は、福江町今ノ田にある曹洞宗派の潮音寺別院で、平成元年に創叢六百年の事業として当閣が建てられた。
本尊は魚籃観世音菩薩。

## 潮音寺と野球
潮音寺の宮本利寛住職は、中日ドラゴンズの森繁和監督と同じ駒澤大学の出身。2016年10月31日から5日間、田島慎二、大野雄大、祖父江大輔選手が、2016年11月27日から5日間、又吉克樹、小熊凌祐、若松駿太選手が座禅や写経などの修行を潮音寺で行った。

## 交通機関
- 豊橋鉄道渥美線三河田原駅下車　豊鉄バス渥美ショップ前下車徒歩2分

## ギャラリー

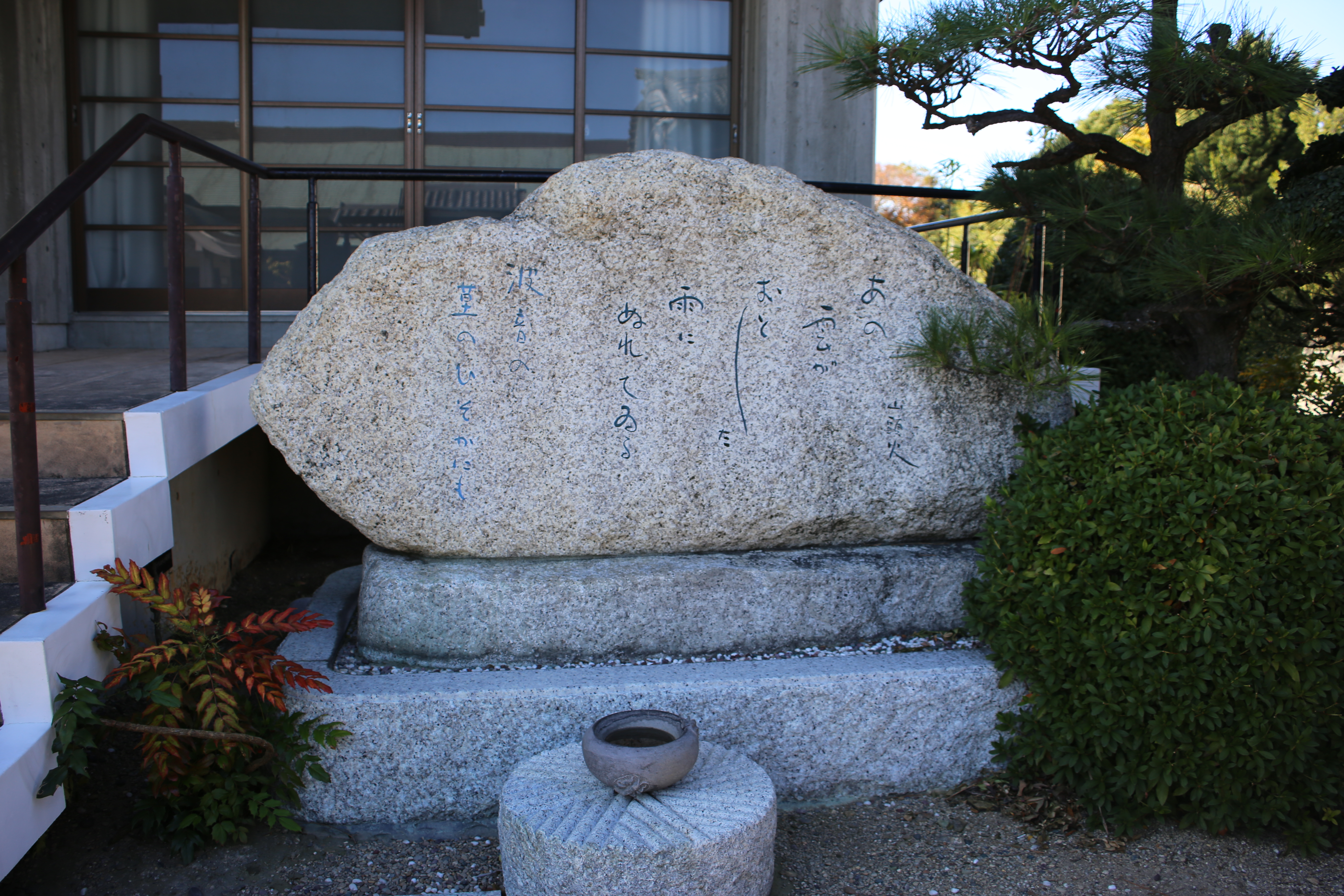
山頭火の句碑
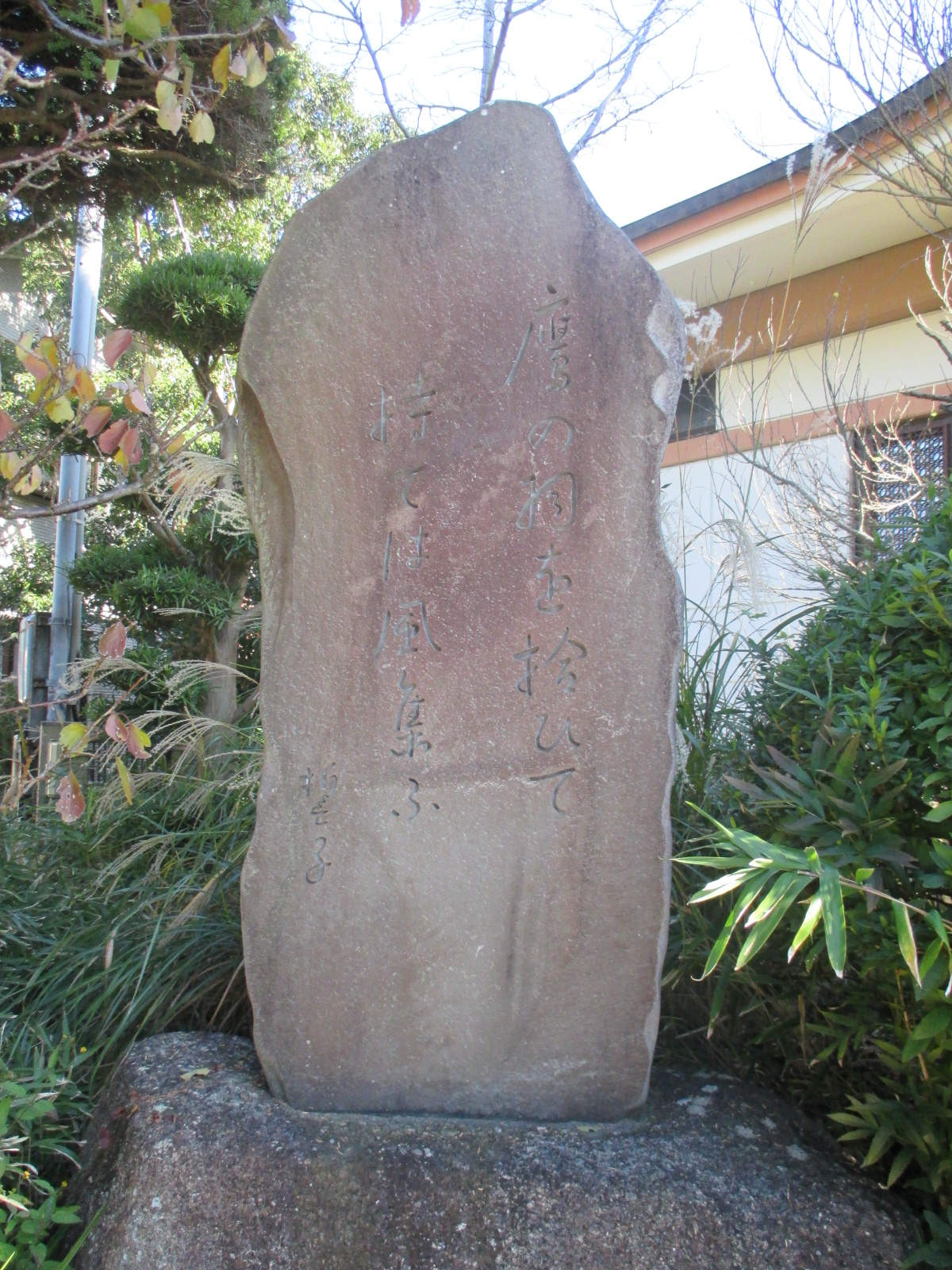
山口誓子の句碑
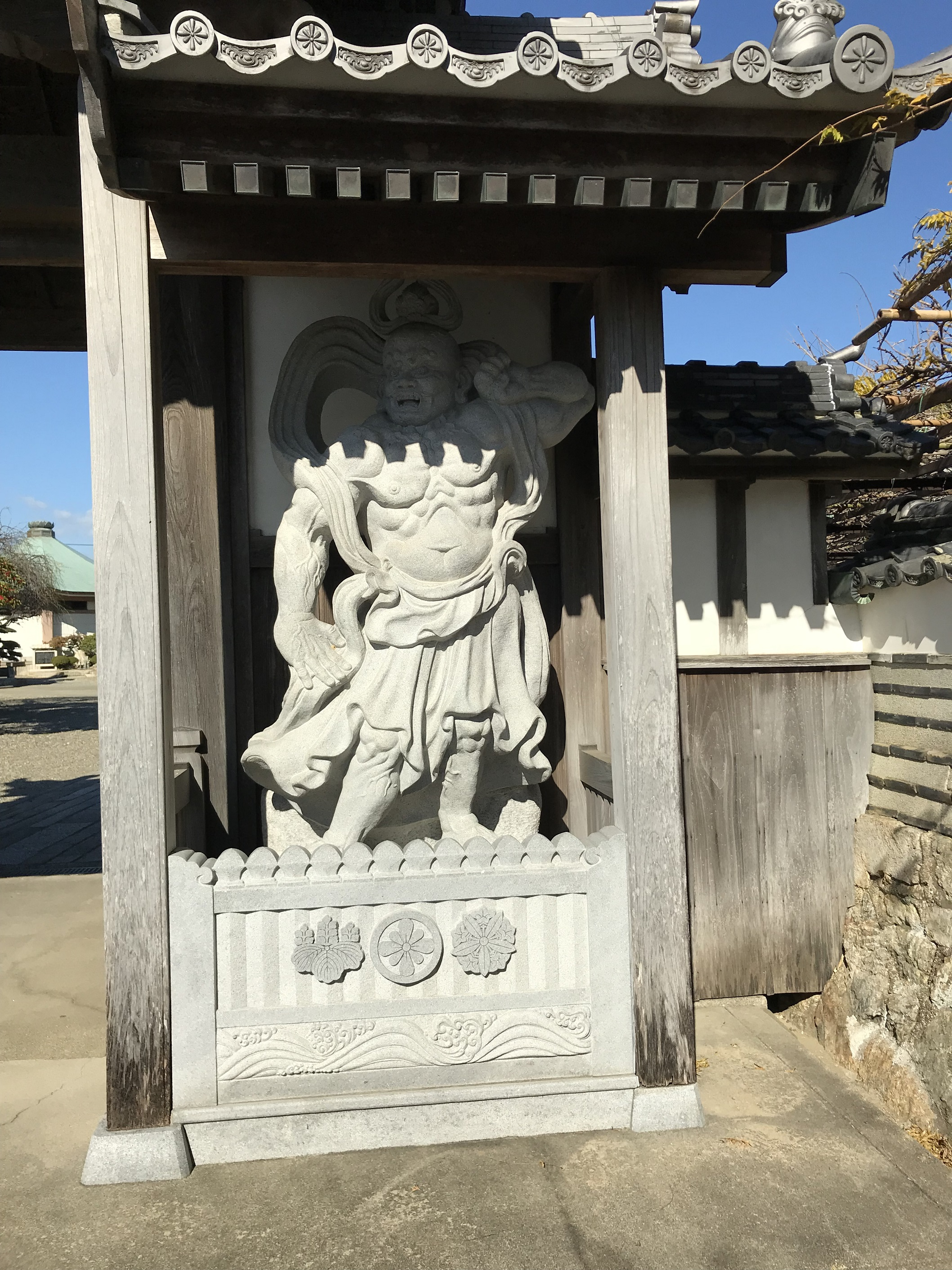
仁王像（阿形）
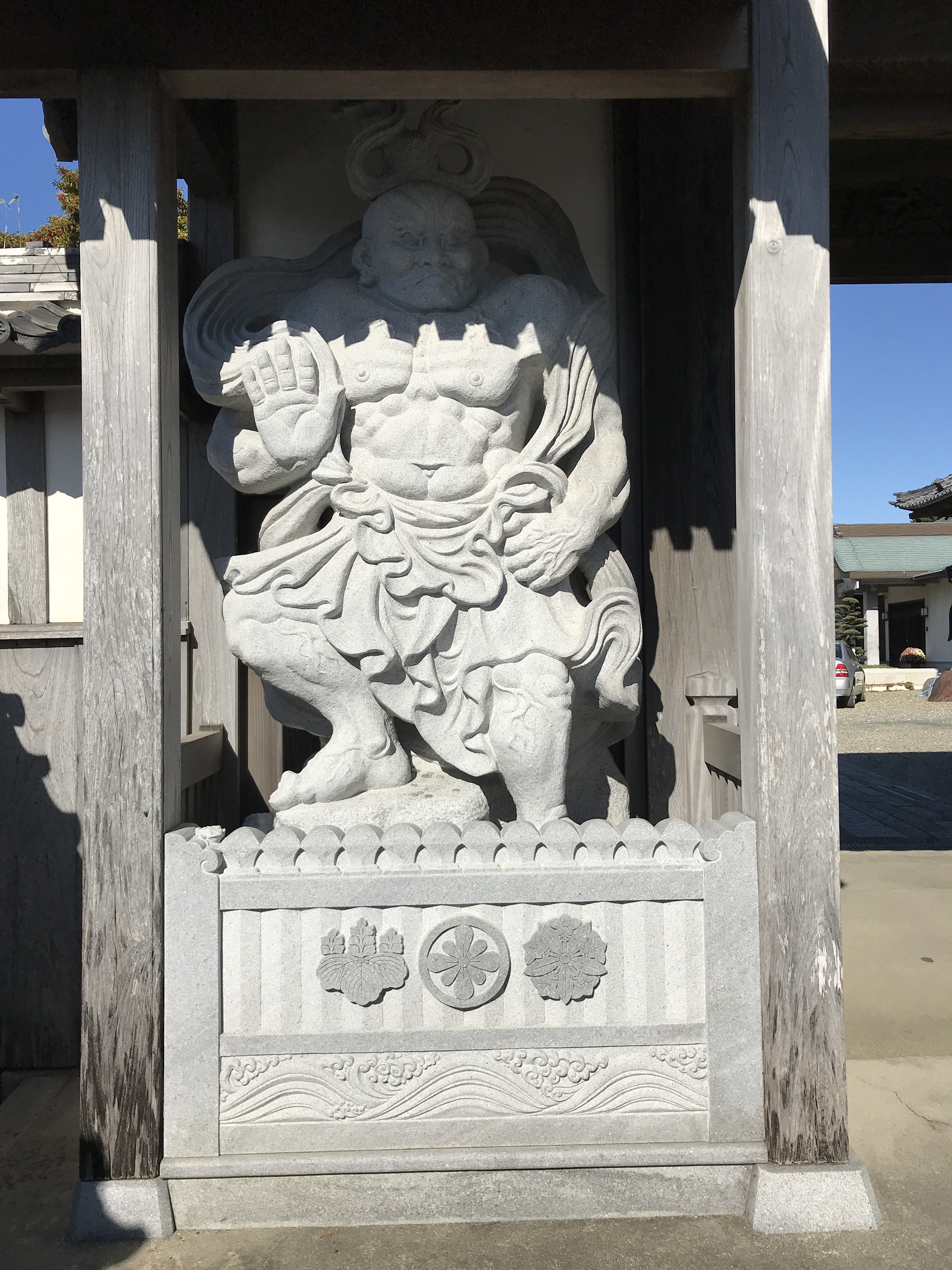
仁王像（吽形）
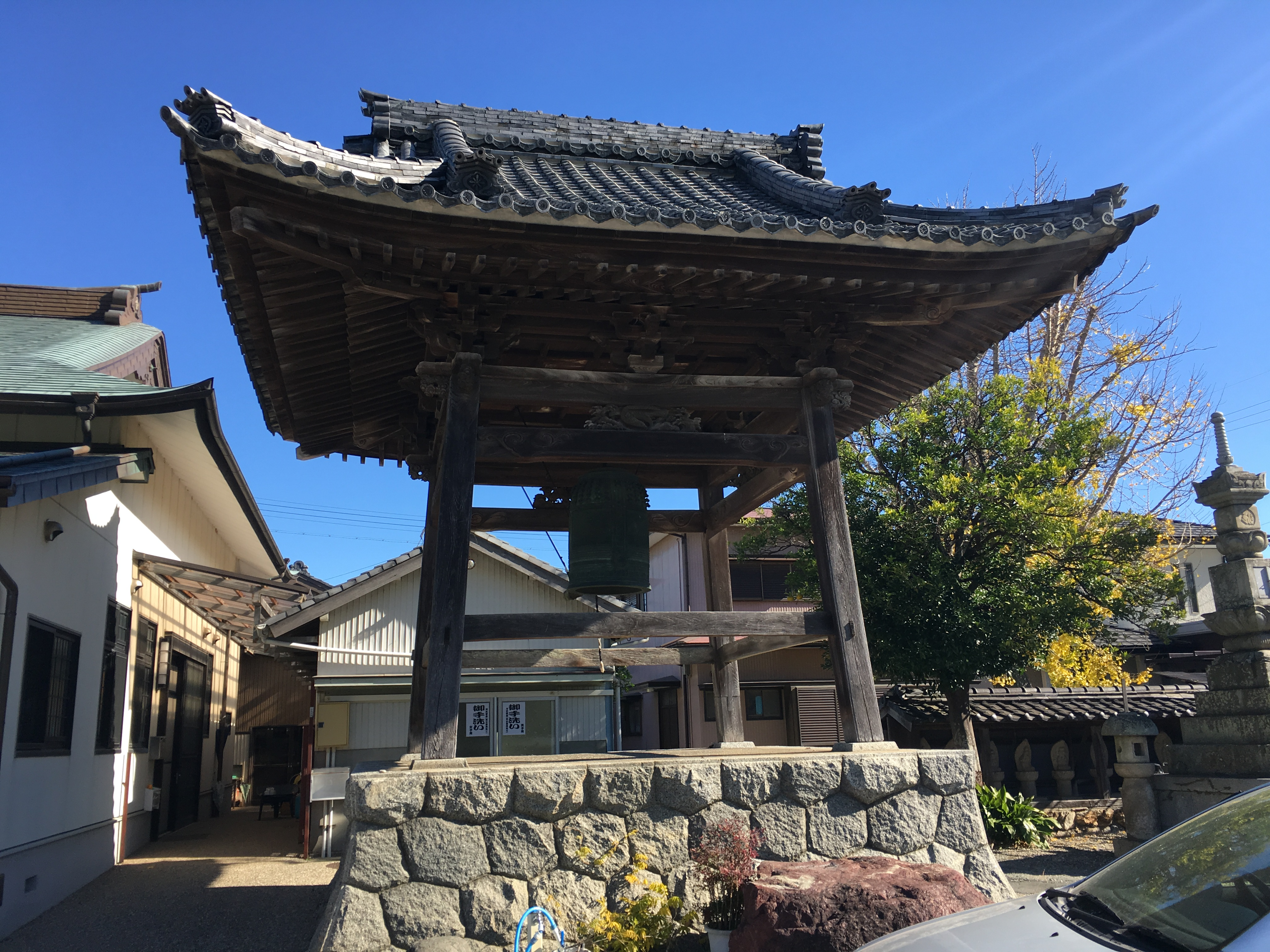
鐘楼
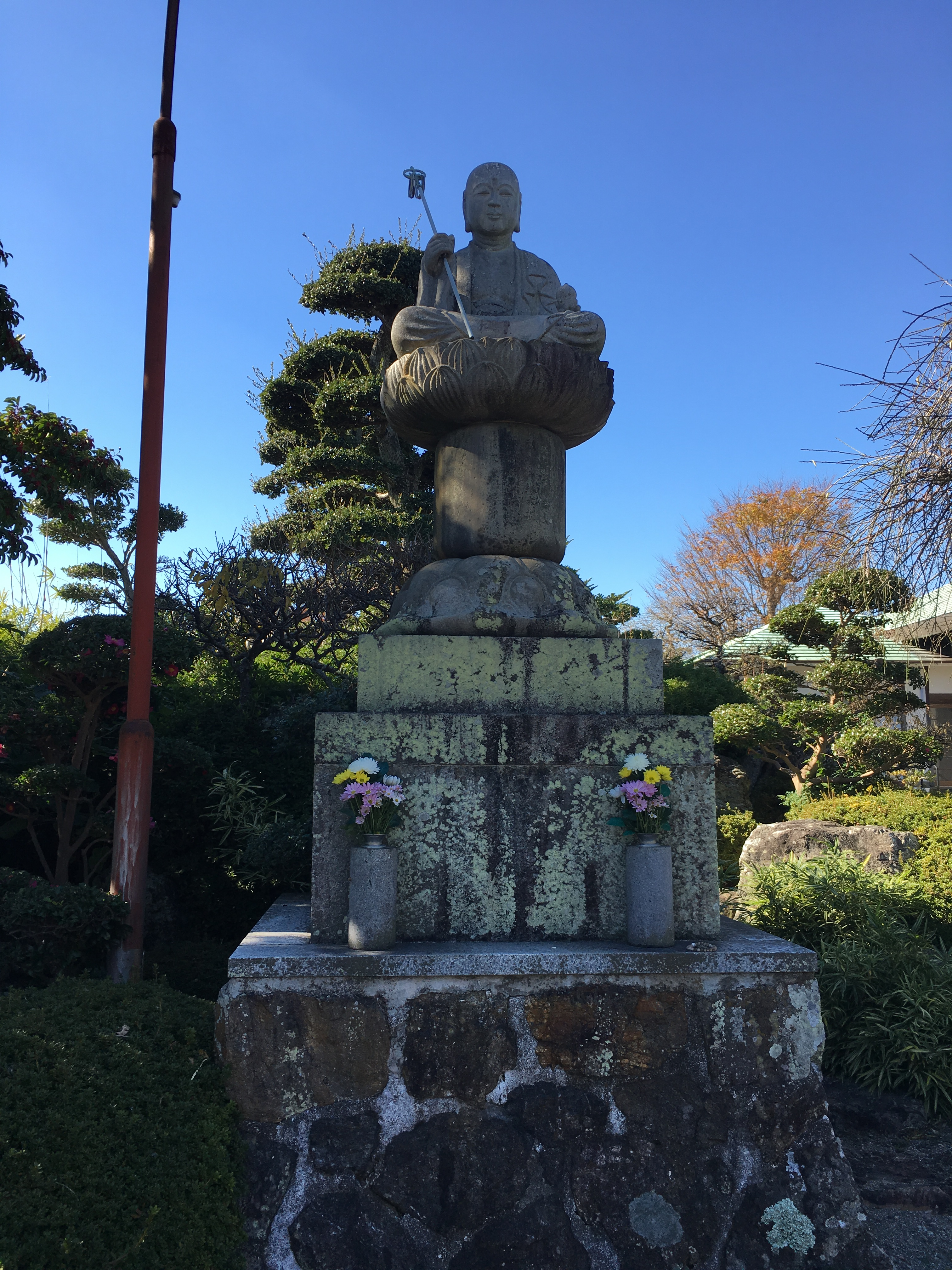
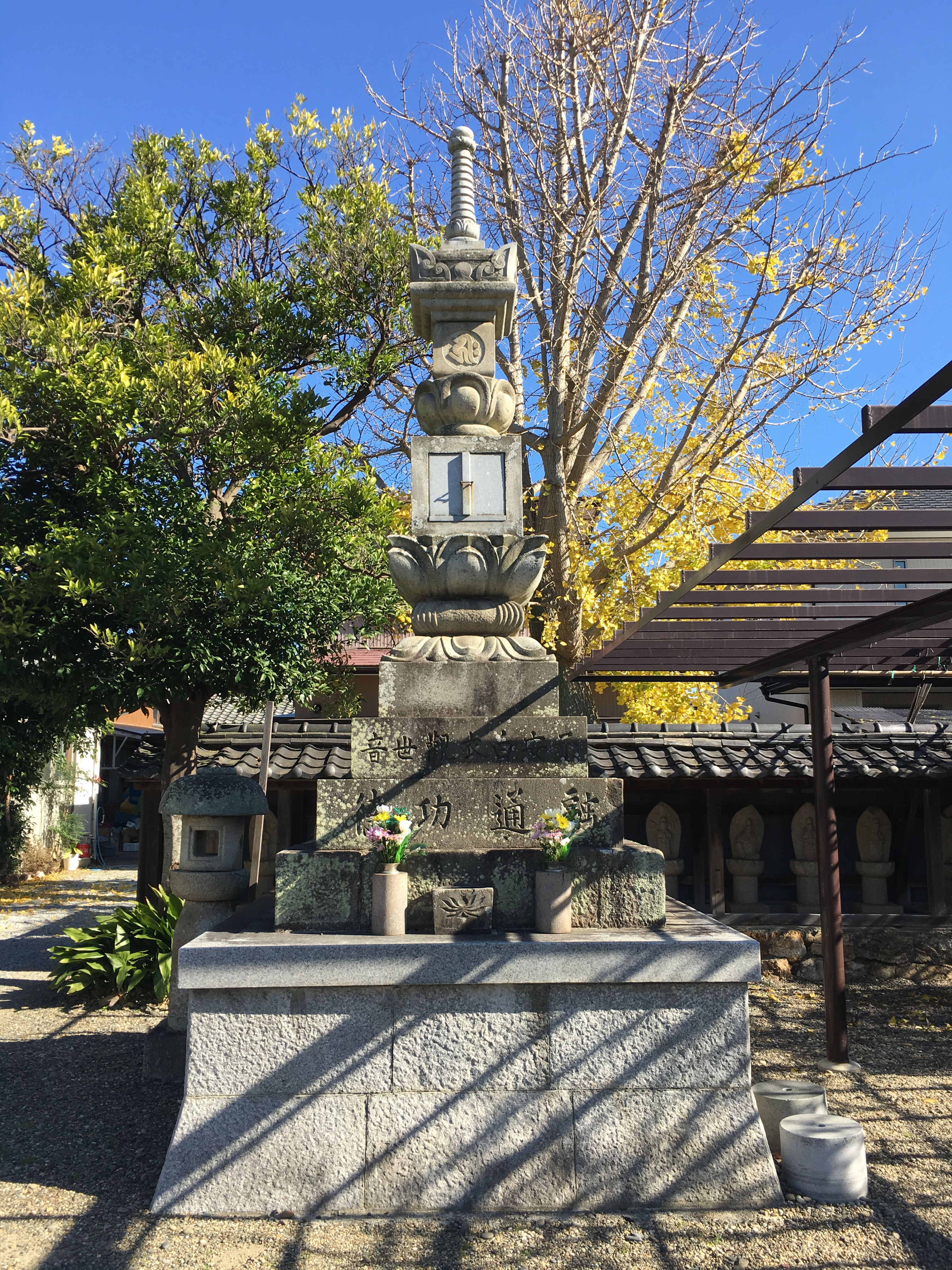
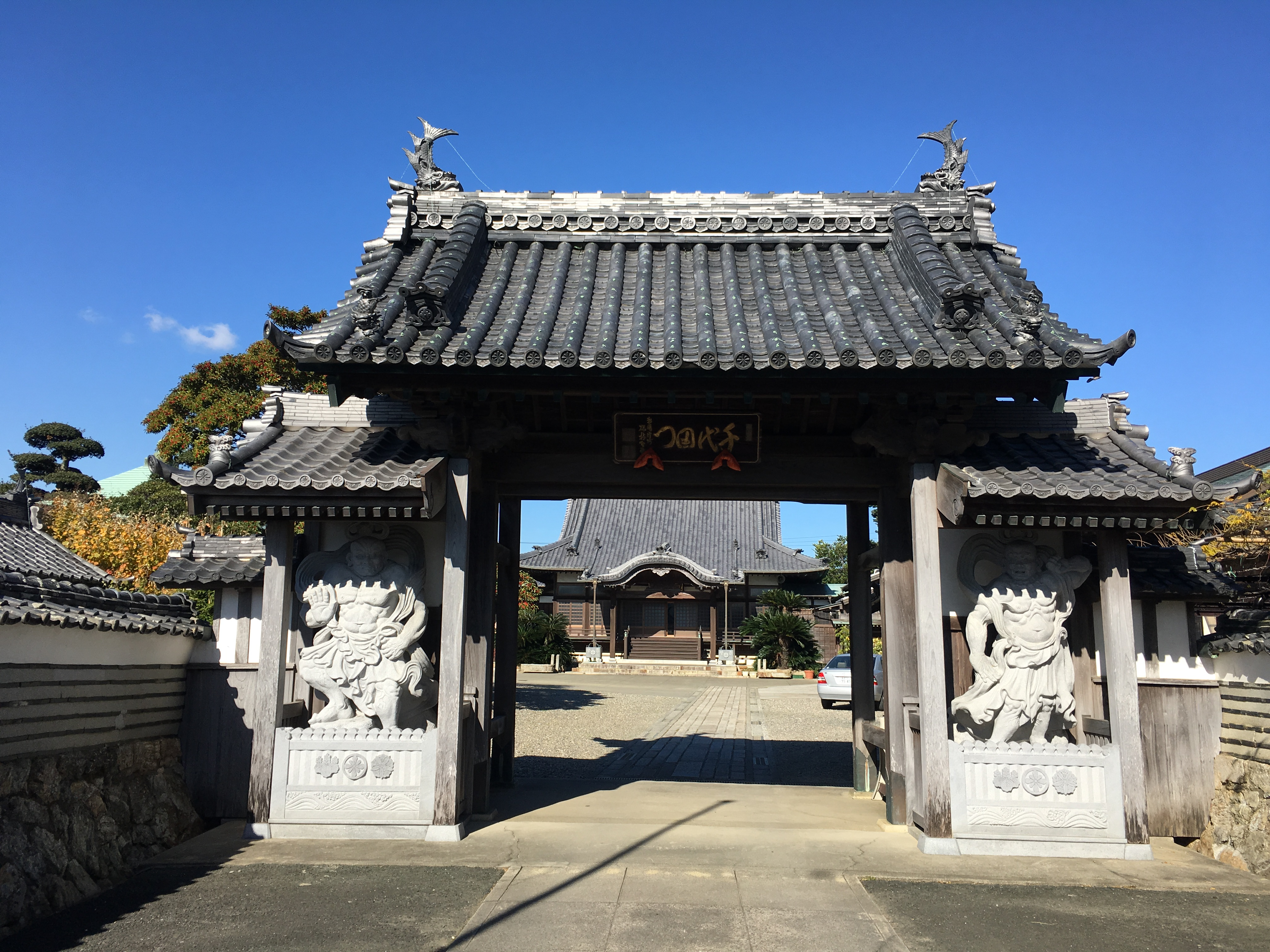
仁王門
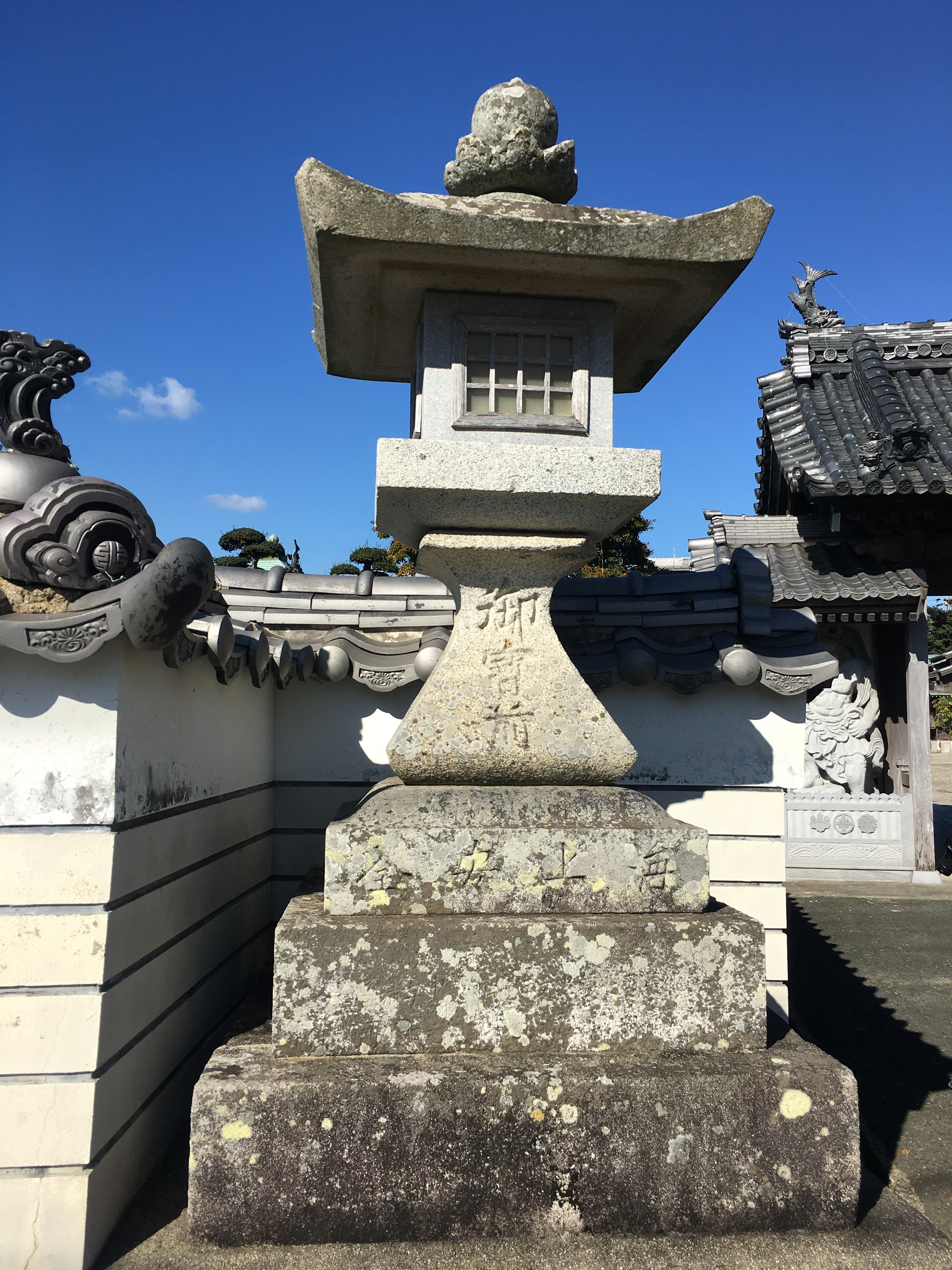
常夜灯